# Šentviška Gora
Šentviška Gora je naselje na Šentviški planoti z okoli 100 prebivalci. Je sedež Krajevne skupnosti Šentviška Gora, ki obsega še naselja Bukovski Vrh, Daber, Gorski Vrh, Polje, Prapetno Brdo in Zakraj ter Župnije Šentviška Gora. Osrednja točka najstarejšega in tudi glavnega naselja Šentviške gore (planote) je baročna cerkev Sv. Vida, sedež že leta 1192 šentviškogorske prafare. Njeno notranjost krasijo oltarji iz 18. stoletja in freske slikarja Toneta Kralja. Tukaj se je najverjetneje(?-vir?) rodil Jacobus Gallus Petelin Carniolus. 
V vasi je tudi zanimiva enonadstropna hiša iz 18. stoletja, ki ima na čelni fasadi sončno uro z letnico 1775, lepo pa sta vidni starejši freski sv. Florjana in sv. Janeza Krstnika. To je najstarejša hiša v vasi in predstavlja značino stavbno dediščino.